# Felix H. Man
Felix H. Man (più conosciuto come Man Felix) (Friburgo in Brisgovia, 1893 – Londra, 1985) è stato un fotografo britannico di origine tedesca.

## Biografia
Si formò alla scuola d'arte, fu poi disegnatore per l'editore Ullstein e cominciò a dedicarsi alla fotografia nel 1928.
Per conto dell'agenzia Dephot, con cui cominciò a collaborare nel 1929, fu autore di reportage pubblicati dalle riviste Münchner Illustrierte Presse (1929-31) e Berliner Illustrirte Zeitung (1932-34).
Trasferitosi a Londra nel 1934, lavorò per la rivista Weekly Illustrated e nel periodo 1938-45 fu capo reporter del Picture Post. Fu un pioniere nell'uso della pellicola invertibile per diapositive a colori Kodachrome.  
Fu tra i fotografi che ritrassero Benito Mussolini, che seguì nell'arco di un'intera giornata, realizzando uno dei tanti racconti-sequenza per cui è diventato famoso. Nel ritrarre il dittatore il fotografo seppe attenersi al principio ispiratore del suo lavoro: realizzare immagini il più possibile naturali, che non cadessero nella retorica.